# Ohaře
Ohaře jsou obec ležící v okrese Kolín asi 11 km severovýchodně od Kolína. Mají 316 obyvatel a jejich katastrální území má rozlohu 604 ha. V roce 2022 zde bylo evidováno 163 adres.
Ohaře je také název katastrálního území o rozloze 6,04 km2.

## Historie

### Územněsprávní začlenění
Dějiny územněsprávního začleňování zahrnují období od roku 1850 do současnosti. V chronologickém přehledu je uvedena územně administrativní příslušnost obce v roce, kdy ke změně došlo:
- 1850 země česká, kraj Pardubice, politický i soudní okres Kolín[6]
- 1855 země česká, kraj Čáslav, soudní okres Kolín
- 1868 země česká, politický i soudní okres Kolín
- 1939 země česká, Oberlandrat Kolín, politický i soudní okres Kolín[7]
- 1942 země česká, Oberlandrat Praha, politický i soudní okres Kolín[8]
- 1945 země česká, správní i soudní okres Kolín[9]
- 1949 Pražský kraj, okres Kolín[10]
- 1960 Středočeský kraj, okres Kolín
- 2003 Středočeský kraj, obec s rozšířenou působností Kolín

### Rok 1932
Ve vsi Ohaře (675 obyvatel, poštovní úřad, katol. kostel) byly v roce 1932 evidovány tyto živnosti a obchody: Autobusová doprava, autodoprava, holič, 3 hostince, 2 koláři, 2 kováři, 2 krejčí, výčep lihovin, 2 obuvníci, pekař, 2 rolníci, 6 obchodů se smíšeným zbožím, spořitelní a záložní spolek pro Ohaře, trafika a 2 truhláři.

## Doprava
Dopravní síť
- Pozemní komunikace – Do obce vede silnice III. třídy. Ve vzdálenosti 3 km vede silnice II/328 Jičíněves - Městec Králové - Kolín

- Železnice – Železniční trať ani stanice na území obce nejsou.

Veřejná doprava
- Autobusová doprava – V obci zastavuje příměstská autobusová linka č. 536 - Kolín-Němčice-Žiželice (v pracovních dnech 12 spojů, o víkendech 4 spoje) (dopravce PID, potažmo Okresní autobusová doprava Kolín, s. r. o.).

## Pamětihodnosti
- Kostel sv. Jana Nepomuckého – pozdně klasicistní z let 1846–1848 (na místě předešlého, vyhořelého roku 1838)[12]
- Pastouška Marie Pačesové, nejznámější rodačky Ohař.

## Galerie

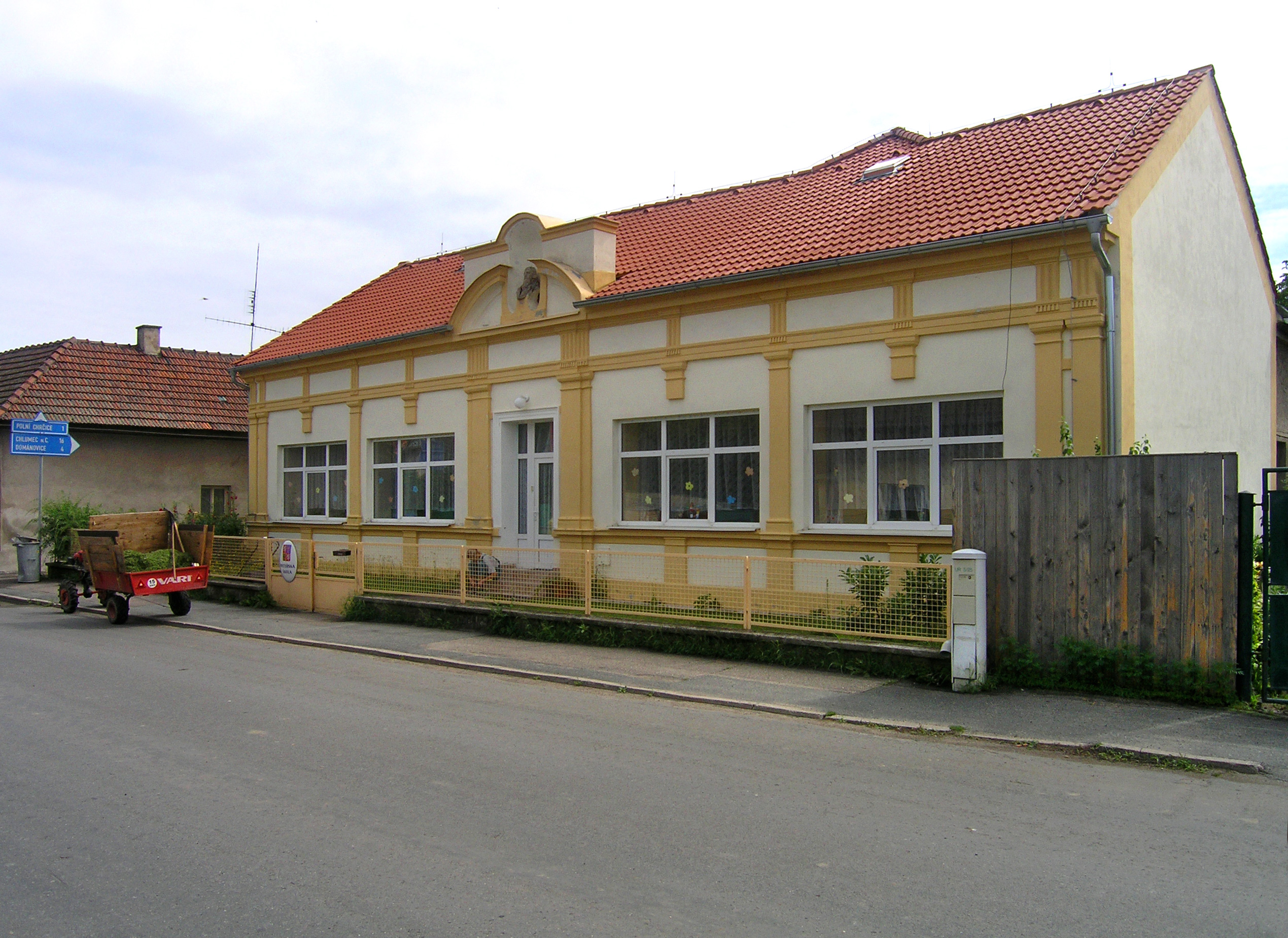
Školka Ohaře
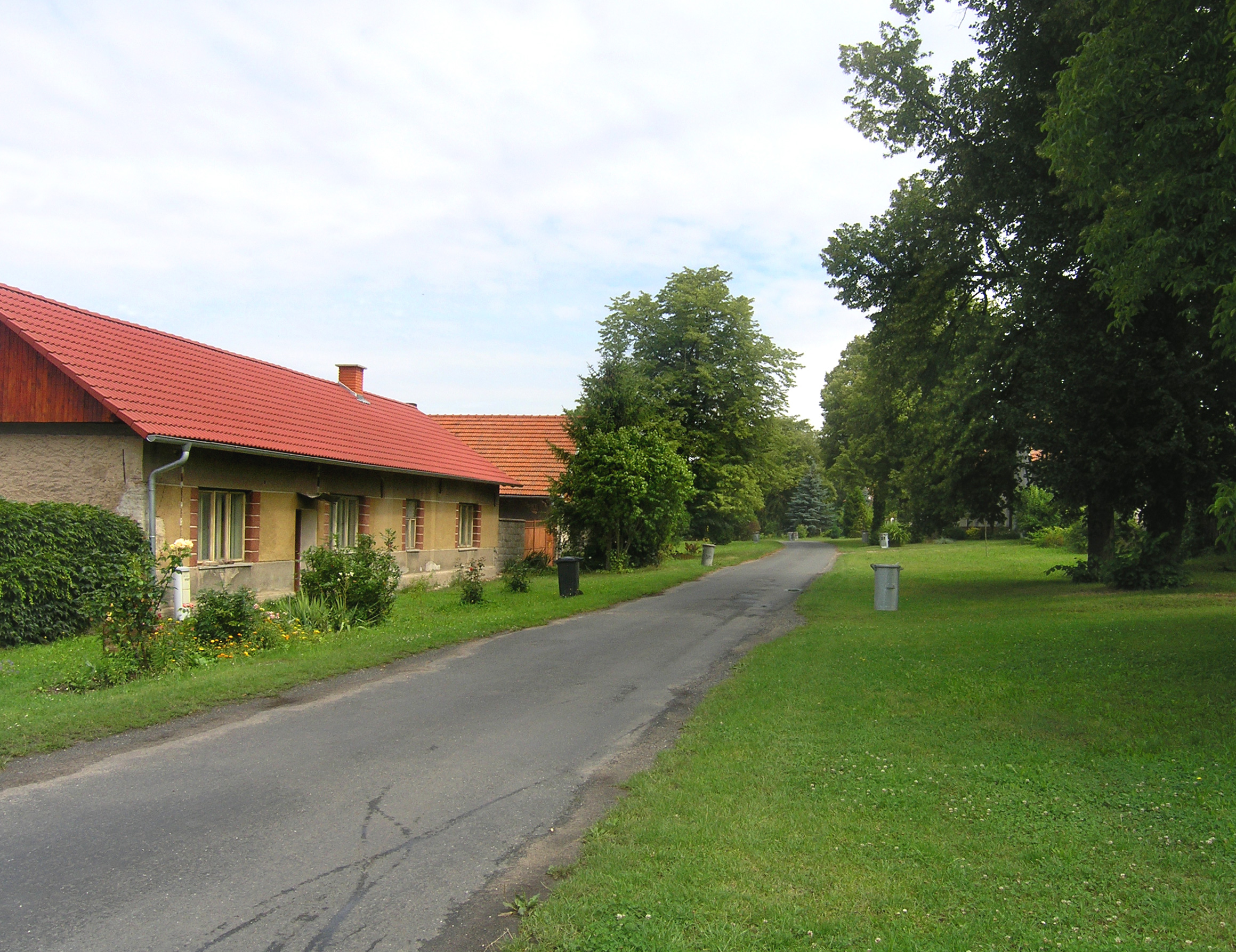
Severní část vsi
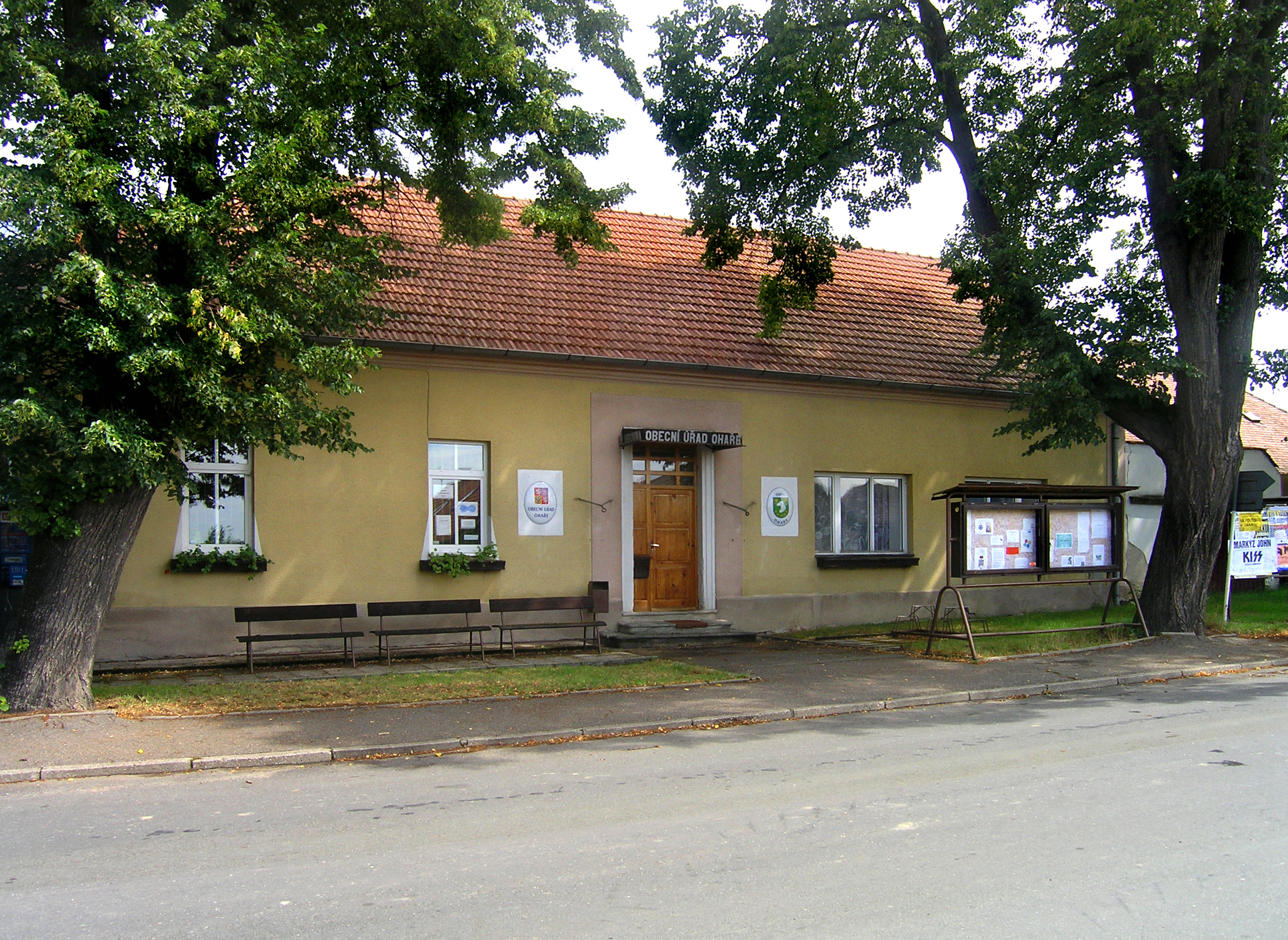
Obecní úřad